# Port lotniczy Suchumi-Dranda
Port lotniczy Suchumi-Dranda – międzynarodowy port lotniczy położony 20 km na południe od Suchumi w Gruzji (Abchazja). Jest to jedyny aeroport Abchazji i czwarty co do wielkości w Gruzji.